# Садница
Садница (садни материјал) је биљка произведена и одгајена у расаднику, одговарајућих особина прописаних стандардом, која припада декларисаној врсти или култивару. После гајења у расаднику, које може да потраје од 1 до 10 и више година, садни материјал се пресађује на стално место где наставља са развојем испуњавајући различите функције у зависности од типа објекта. За разлику од садница из шумских расадника којима се, у шумским културама и плантажама, остварује економска добит (дрвна маса) а противерозионим пошумљавањем постиже заштита од ерозије, саднице украсног дрвећа и жбуња у зеленим просторима остварују декоративно-естетске, санитарно-хигијенске, едукативне и друге функције које нису директно утилитарне.
Постоји низ разлика у производњи садница за потребе Пејзажне архитектуре и хортикултуре, са једне, и за економска и заштитна пошумљавања, са друге стране. Објекти за економска и заштитна пошумљавања удаљени су од насеља и саобраћајница са плитким сиромашним земљиштима чиме су условљени и димензије (10-100 cm) и старост садница (брзорастуће (багрем, црни бор) 1-2 године; спорорастуће (смрча, јела) 4-5 год). Изузеци су културе и плантаже топола које се оснивају садницама које могу бити више од 5 m јер услови средине (дубок алувијум) и техника рада то дозвољавају.
За потребе пејзажне архитектуре и хортикултуре производе се знатно веће саднице посебно за дрвореде, солитерну садњу и замену и попуну одраслих индивидуа. Саднице су увек веће од 1 m, а старост им је преко 10 година. При групној садњи и формирању масива користе се и нижи и млађи садни материјал, а при подизању парк-шума, заштитних појасева и осталих предеоних категорија димензије и старост се ближи садницама за пошумљавање.
- Украсне балиране саднице црвенолисног млеча 'Royal Red'.
- Украсне балиране саднице шимшира.
- Садница смрче (2+0) за пошумљавање са голим кореном.
- Једногодишње саднице дуглазије у контејнеру за пошумљавање.
- "Мотка“ хибридне тополе - садни материјал за дубоку садњу на алувијуму.